# 银联商务
银联商务有限公司（英語：China UnionPay Merchant Services Co.,LTD.，缩写UMS）是中国银联旗下的一家金融服务公司，亦是其最主要的子分司。

## 历史
2002年12月正式揭牌成立，总部设在上海。可以看作是中国银联的子公司。
公司主要从事银行卡收单和专业化服务，目前在企业综合支付交易份额中排名第一。2011年获首批支付牌照。2020年9月，上海证监局网站披露中国银联控股的第三方支付机构银联商务股份有限公司拟赴科创板IPO。